# Burton Holmes
Elias Burton Holmes (ur. 8 stycznia 1870, zm. 22 lipca 1958) – amerykański podróżnik i fotograf.

## Wyróżnienia
Posiada swoją gwiazdę na Hollywoodzkiej Alei Gwiazd.